# Valmor Argemiro Ribeiro Branco
Valmor Argemiro Ribeiro Branco (Lages, 11 de novembro de 1885 — Nova Iorque, 2 de agosto de 1952) foi um político brasileiro.
Filho de Afonso da Silva Ribeiro e de Umbelina Branco Ribeiro. Casou com Honorina Vieira da Costa Ribeiro.
Primeiro lageano a formar-se em medicina, estudou na Faculdade de Medicina do Rio de Janeiro, formando-se 1912.
Foi deputado ao Congresso Representativo do Estado de Santa Catarina na 11ª legislatura (1922 — 1924).
Foi vice-presidente do estado de Santa Catarina, de 1926 a 1930, no governo de Adolpho Konder, tendo assumido interinamente por duas vezes, de 5 de dezembro de 1927 a 1 de fevereiro de 1928, e de 1 de dezembro de 1928 a 19 de fevereiro de 1929.